# Йохан II фон Браунсхорн
Йохан II фон Браунсхорн (на немски: Johann II von Braunshorn; * ок. 1270; † 3 или 5 юни 1347) е господар на Браунсхорн и замък Бург Браунсхорн в Хунсрюк, господар на Байлщайн на Мозел в Рейнланд-Пфалц. Той е най-значимият член на фамилията.
Той е син на Йохан I фон Браунсхорн († 1284) и съпругата му Аделхайд фон Керпен († 1284), дъщеря на Хайнрих II фон Керпен († сл. 1235) и Ерменгарда фон Бетинген († сл. 1235). Брат е на Дитрих фон Браунсхорн († 12 септември 1358), абат на „Св. Максимин“ в Трир (1306 – 1352).
Йохан II фон Браунсхорн е дворцов майстер („magistro curie“) на император Хайнрих VII и съветник („secretarius“) на Балдуин Люксембургски. Неговият герб е на табелата за завладяването на град Бреша през 1311 г. чрез Хайнрих VII.
Йохан е към най-доверените на архиепископ Балдуин. Освен това той често е съдия при регионални спорове.
Родът измира по мъжка линия през 1362 г. със син му Герлах фон Браунсхорн. Господар на Байлщайн става Куно II фон Виненбург-Байлщайн († 1394/1396), син на Лиза/Елизабет фон Браунсхорн (1315 – 1368) и внук на Герлах фон Браунсхорн.

## Фамилия
Йохан II фон Браунсхорн се жени пр. 15 септември 1310 г. за Елизабет фон Долендорф († сл. 27 май 1339), дъщеря на Герлах II фон Долендорф-Кроненбург († 1310) и графиня Аделхайд фон Куик-Арнсберг († сл. 1281). Те имат децата:
- Герлах фон Браунсхорн (* 1290; † 10 декември 1361/8 март 1362), рицар, женен I. пр. 18 януари 1321 г. за Йоханета фон Оурен-Ройланд († 3 юли 1335/25 юни 1336), II. на 27 май 1338 г. за вилдграфиня Хедвиг фон Даун-Грумбах († 1361/сл. 8 май 1365), дъщеря на вилдграф Конрад IV фон Даун-Грумбах († сл. 1309/сл. 1327) и Хилдегард Фогт фон Хунолщайн († 1306)
- Аделхайд фон Браунсхорн († сл. 5 декември 1360), омъжена пр. 22 ноември 1332 г. за Херман III фон Хелфенщайн († 27 февруари 1354/15 ноември 1357)
- Елизабет (Лиза) фон Браунсхорн († 15 ноември 1339), омъжена за граф Герлах II фон Изенбург-Аренфелс (* ок. 1319; † 14 август 1371)
- Александер фон Браунсхорн († 10 февруари 1327/3 август 1328), пропст в Мюнстермайфелд (1316), домхерр на Трир, каноник на Карден (1319 – 1327)
- Гертруд фон Браунсхорн († сл. 1384), омъжена I. за Дитрих фон Брух († 28 юни 1334 или 1 април/28 юни 1338), II. пр. 22 април 1341 г. за Йохан II фон Зафенберг († 9 март 1383)
- Ирмгард фон Браунсхорн († 24 юли 1364), омъжена на 24 август 1324 г. за рицар Филип II фон Шьонек († 1 юни 1363)